# Швець Павло Миколайович
Павло́ Микола́йович Шве́ць (30 червня 1950, с. Волошкове Сокирянський район Чернівецька область — 4 лютого 2019) — артист балету. Фотожурналіст. Художник-оформлювач театру.

## Біографія
Народився 30 червня 1950 року в селі Волошкове Сокирянського району Чернівецької області Україна. У 1967 р. закінчив Сокирянську середню школу. Служив у Радянській Армії. У 1970 р. поступив на хореографічне відділення Чернівецького культосвітнього училища. З липня 1973 р. — артист Заслуженого Буковинського ансамблю пісні і танцю Чернівецької обласної філармонії, з 1974 р. — артист балету Чернівецького обласного українського музично-драматичного театру імені Ольги Кобилянської, з 1997 р. — завідувач фотолабораторією, з 2008 р. — художник-оформлювач театру.

## Творчий доробок
У складі Заслуженого Буковинського ансамблю пісні і танцю виступав на сценах міст України, Росії, Молдови, Білорусі, у Києві, Москві. Фотороботи Павла Швеця друкувалися у газетах «Культура і життя», «Буковина», «Чернівці», «Молодий буковинець», «ЗорилеБуковіней» та інших виданнях. Він створив фотоархів ряду вистав та заходів, що проводилися у театрі впрдовж 1997—2007 років. Зіграв одну із ролей у виставі за поезіями члена Національної спілки письменників України Віри Китайгородської «Туга за майбутнім» (2009).